# Grazay
Pour l'ancienne commune, voir Grazay (Indre-et-Loire).
Grazay est une commune française, située dans le département de la Mayenne en région Pays de la Loire, peuplée de 626 habitants. 
La commune fait partie de la province historique du Maine, et se situe dans le Bas-Maine.

## Géographie
Grazay est à 10 km de Mayenne et de Bais. La commune est bordée par l'Aron.

### Communes limitrophes
| Marcillé-la-Ville | Marcillé-la-Ville | La Chapelle-au-Riboul |
| Aron              | Grazay            | La Chapelle-au-Riboul |
| Jublains          | Jublains          | Hambers               |

### Climat
Pour des articles plus généraux, voir Climat des Pays de la Loire et Climat de la Mayenne.
En 2010, le climat de la commune est de type climat océanique altéré, selon une étude du CNRS s'appuyant sur une série de données couvrant la période 1971-2000. En 2020, Météo-France publie une typologie des climats de la France métropolitaine dans laquelle la commune est exposée à un climat océanique et est dans la région climatique  Moyenne vallée de la Loire, caractérisée par une bonne insolation (1 850 h/an) et un été peu pluvieux. 
Pour la période 1971-2000, la température annuelle moyenne est de 10,8 °C, avec une amplitude thermique annuelle de 13,7 °C. Le cumul annuel moyen de précipitations est de 819 mm, avec 13,1 jours de précipitations en janvier et 7,3 jours en juillet. Pour la période 1991-2020, la température moyenne annuelle observée sur la station météorologique de Météo-France la plus proche, sur la commune de Mayenne à 10 km à vol d'oiseau, est de 11,7 °C et le cumul annuel moyen de précipitations est de 849,9 mm,. Pour l'avenir, les paramètres climatiques de la commune estimés pour 2050 selon différents scénarios d'émission de gaz à effet de serre sont consultables sur un site dédié publié par Météo-France en novembre 2022.

## Urbanisme

### Typologie
Au 1er janvier 2024, Grazay est catégorisée commune rurale à habitat dispersé, selon la nouvelle grille communale de densité à sept niveaux définie par l'Insee en 2022.
Elle est située hors unité urbaine. Par ailleurs la commune fait partie de l'aire d'attraction de Mayenne, dont elle est une commune de la couronne,. Cette aire, qui regroupe 27 communes, est catégorisée dans les aires de moins de 50 000 habitants,.

### Occupation des sols
L'occupation des sols de la commune, telle qu'elle ressort de la base de données européenne d’occupation biophysique des sols Corine Land Cover (CLC), est marquée par l'importance des territoires agricoles (95,9 % en 2018), une proportion sensiblement équivalente à celle de 1990 (96,2 %). La répartition détaillée en 2018 est la suivante : 
prairies (78,7 %), terres arables (17,2 %), forêts (2,2 %), zones urbanisées (1,9 %). L'évolution de l’occupation des sols de la commune et de ses infrastructures peut être observée sur les différentes représentations cartographiques du territoire : la carte de Cassini (XVIIIe siècle), la carte d'état-major (1820-1866) et les cartes ou photos aériennes de l'IGN pour la période actuelle (1950 à aujourd'hui).

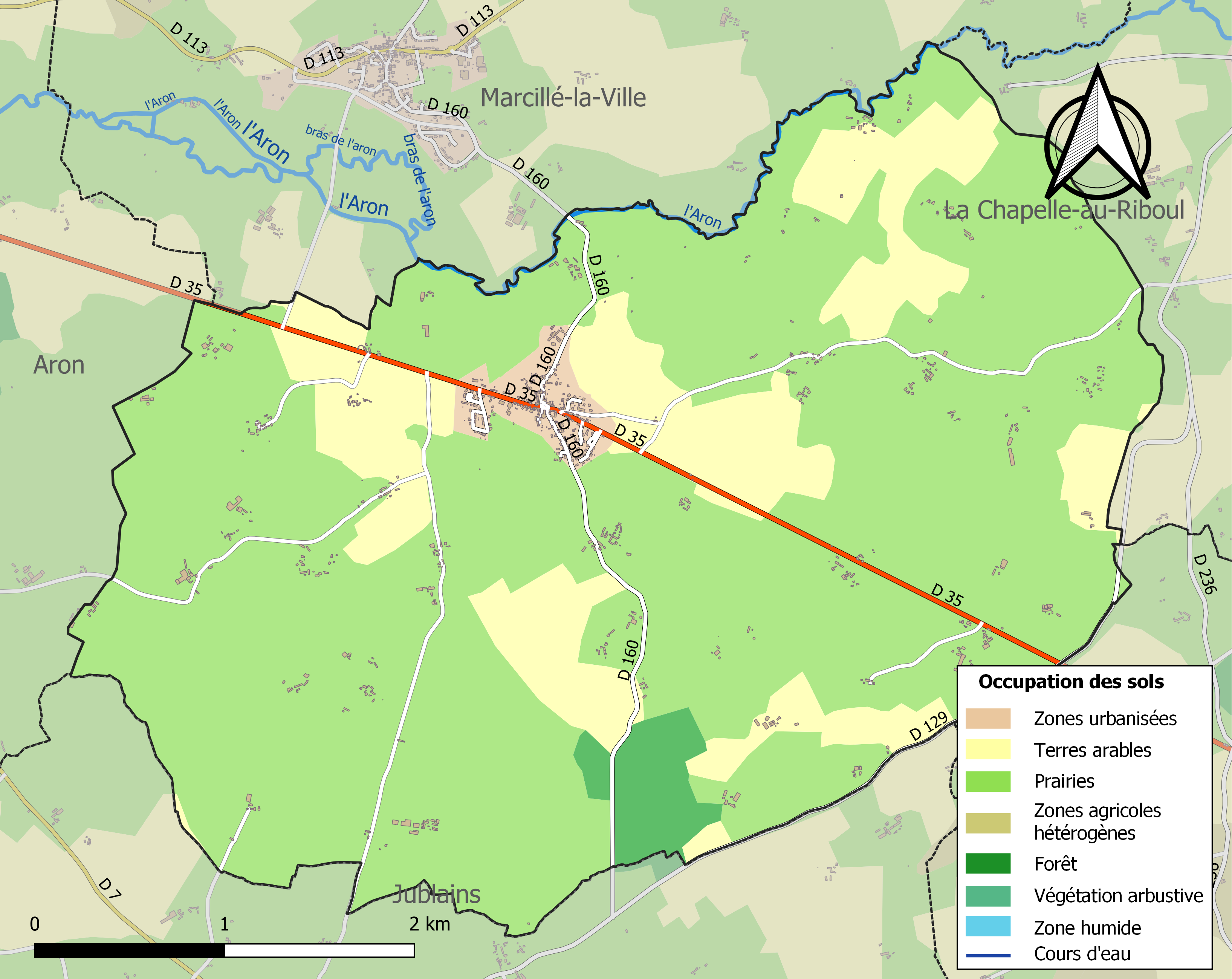
Carte des infrastructures et de l'occupation des sols de la commune en 2018 (CLC).

## Toponymie
Le gentilé est Grazéen.

## Histoire
Grazay a été chef-lieu de canton durant la Révolution (de 1790 au 8 pluviôse an IX (28 janvier 1801)).

## Politique et administration
Le conseil municipal est composé de quinze membres dont le maire et deux adjoints.

## Population et société

### Démographie
L'évolution du nombre d'habitants est connue à travers les recensements de la population effectués dans la commune depuis 1793. Pour les communes de moins de 10 000 habitants, une enquête de recensement portant sur toute la population est réalisée tous les cinq ans, les populations de référence des années intermédiaires étant quant à elles estimées par interpolation ou extrapolation. Pour la commune, le premier recensement exhaustif entrant dans le cadre du nouveau dispositif a été réalisé en 2007.
En 2022, la commune comptait 626 habitants, en évolution de +0,48 % par rapport à 2016 (Mayenne : −0,73 %, France hors Mayotte : +2,11 %).
Grazay a compté jusqu'à 1 379 habitants en 1841.
| 1793  | 1800  | 1806  | 1821  | 1831  | 1836  | 1841  | 1846  | 1851  |
| ----- | ----- | ----- | ----- | ----- | ----- | ----- | ----- | ----- |
| 1 338 | 1 219 | 1 130 | 1 155 | 1 301 | 1 359 | 1 379 | 1 325 | 1 338 |

| 1856  | 1861  | 1866  | 1872  | 1876  | 1881  | 1886  | 1891  | 1896  |
| ----- | ----- | ----- | ----- | ----- | ----- | ----- | ----- | ----- |
| 1 268 | 1 267 | 1 303 | 1 197 | 1 180 | 1 140 | 1 113 | 1 106 | 1 035 |

| 1901 | 1906 | 1911 | 1921 | 1926 | 1931 | 1936 | 1946 | 1954 |
| ---- | ---- | ---- | ---- | ---- | ---- | ---- | ---- | ---- |
| 949  | 904  | 841  | 740  | 661  | 641  | 652  | 681  | 629  |

| 1962 | 1968 | 1975 | 1982 | 1990 | 1999 | 2006 | 2007 | 2012 |
| ---- | ---- | ---- | ---- | ---- | ---- | ---- | ---- | ---- |
| 606  | 520  | 473  | 465  | 469  | 494  | 577  | 589  | 618  |

| 2017 | 2022 | - | - | - | - | - | - | - |
| ---- | ---- | - | - | - | - | - | - | - |
| 615  | 626  | - | - | - | - | - | - | - |

### Enseignement
- École privée Sacré Cœur

### Associations
- Moissons rouges : troupe de théâtre
- Les Fourmis : association citoyenne

### Sports
- L'Association sportive de Grazay fait évoluer deux équipes de football en divisions de district[24].

## Économie
- Garage automobile Lorgerie
- Salon de coiffure la Tet'Ailleurs
- Épicerie associative le Bar à Thym

## Culture locale et patrimoine

### Lieux et monuments
Grazay est une cité du Pays d'art et d'histoire Coëvrons-Mayenne.
- Anciennes demeures seigneuriales : 
  - Logis du Bois du XVIe siècle, inscrit au titre des monuments historiques[25] ;
  - château de la Cour ;
  - Château de la Roche.
- Le chemin montais (Le Mans - Le Mont-Saint-Michel). Maison du XVIe siècle, ancien relais de poste et de diligence.
- Chapelle Saint-Denis (origine XIIe siècle, rebâtie en 1865), retable du XVIIe siècle, avec statues et bas-reliefs, classé à titre d'objet aux Monuments historiques[26].
- Église Notre-Dame-de-l'Assomption (XIXe siècle). Le bénitier et la dalle funéraire de Catherine Rave sont classés à titre d'objets[26].
- Lavoir de la Mère-Dieu.

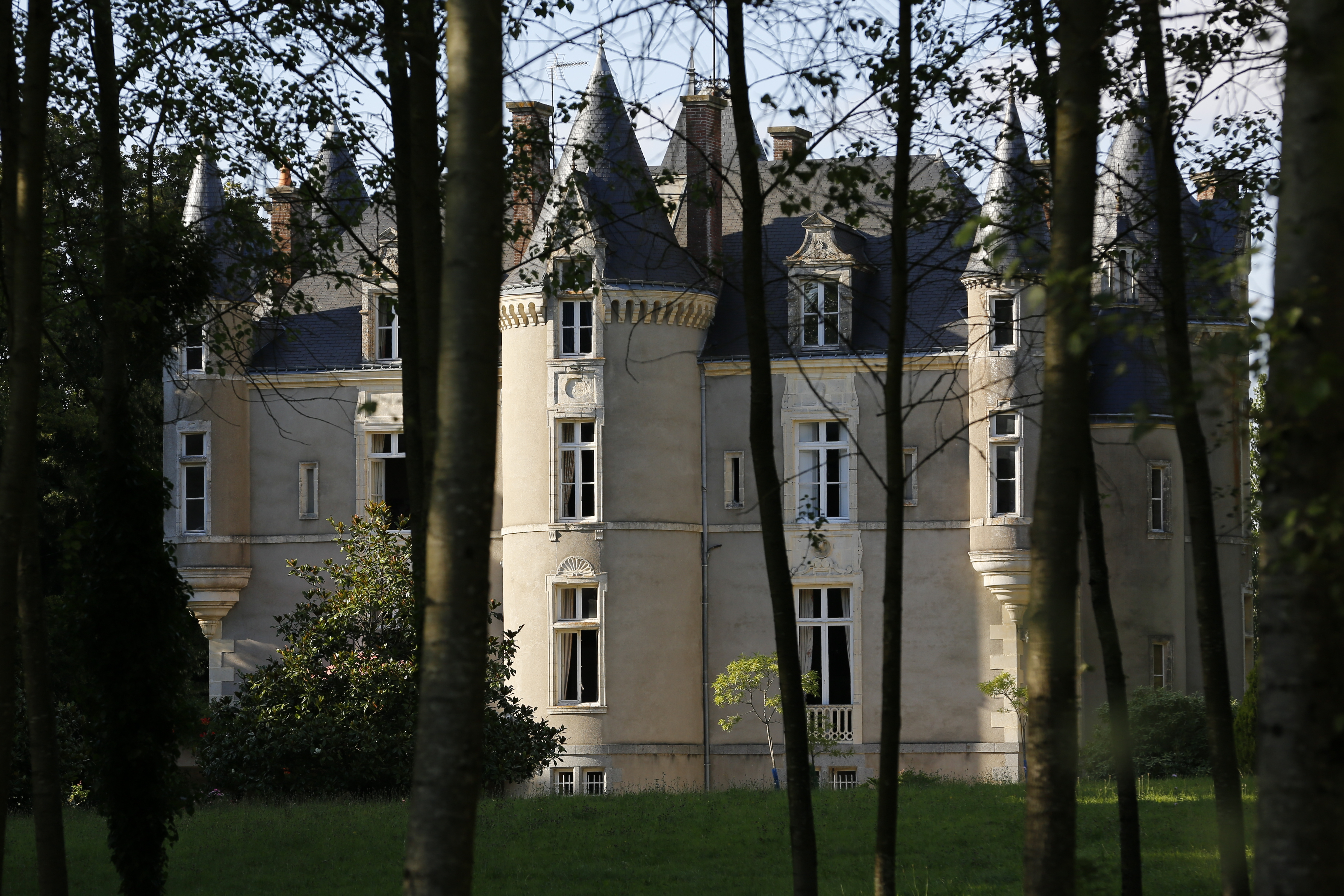
Logis du Bois
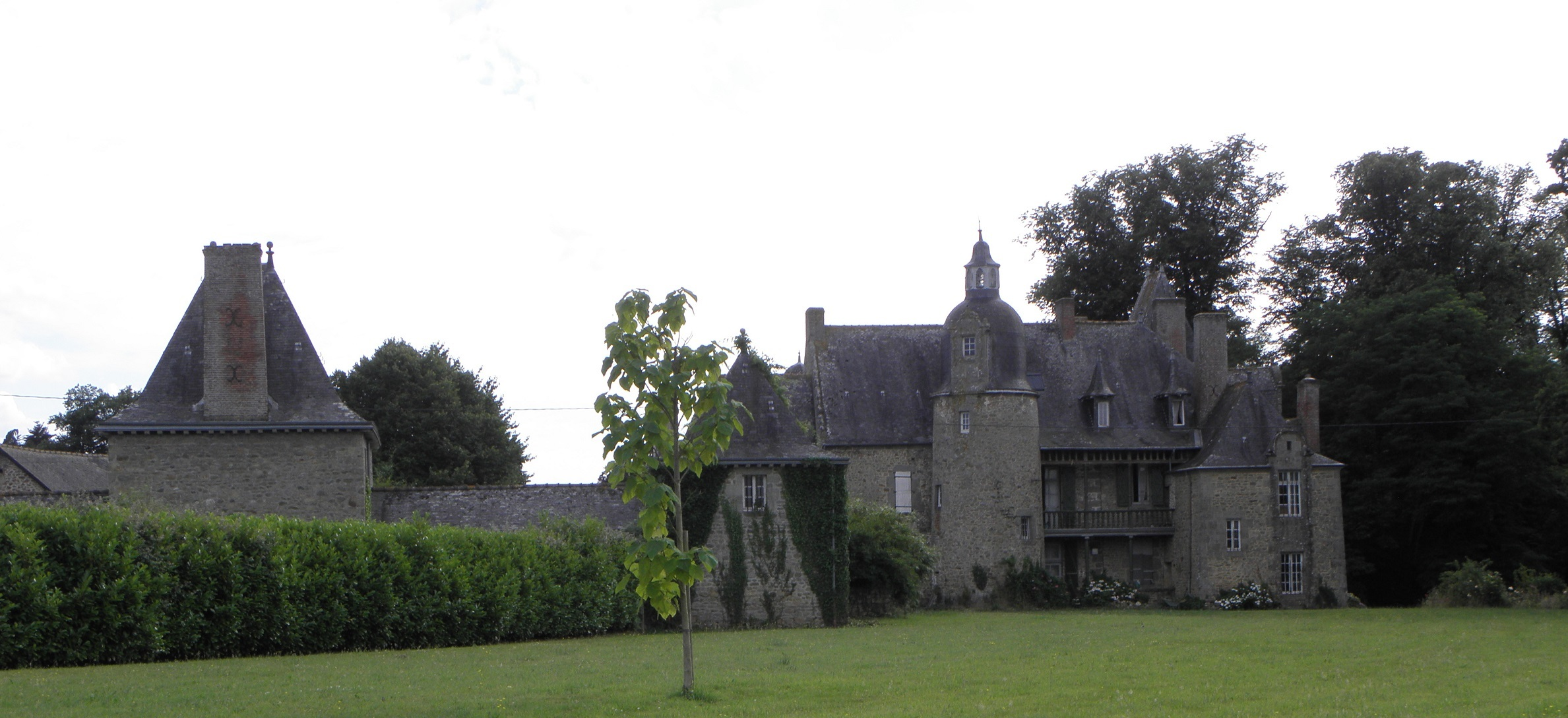
Le château de la Cour.
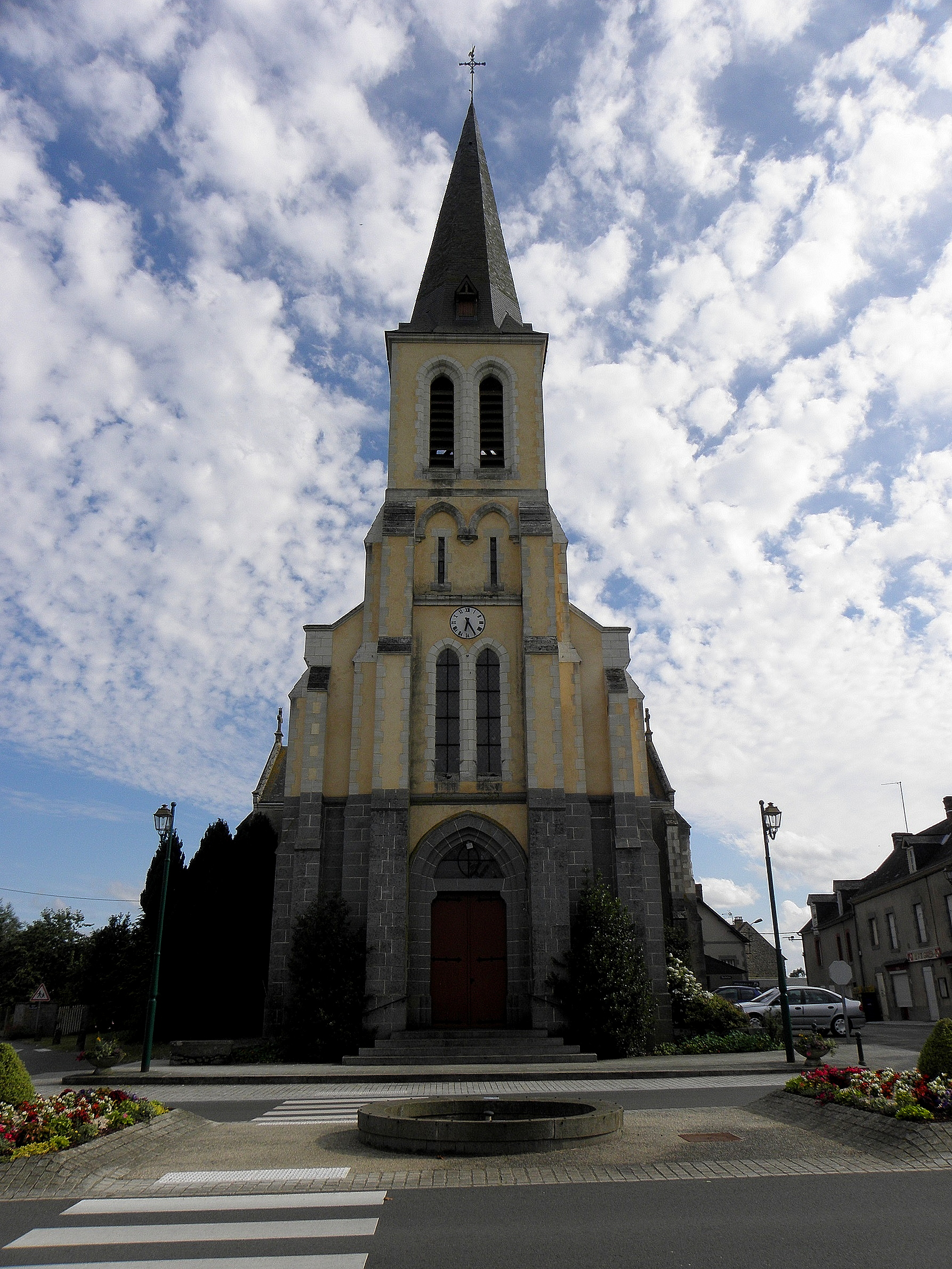
L'église paroissiale Notre-Dame-de-l'Assomption.

### Personnalités liées à la commune
- Jean-René de Chappedelaine, militaire et contre-révolutionnaire français.